# Andrew Scott Waugh
Sir Andrew Scott Waugh (1810-1878) va ser un oficial britànic i topògraf general conegut per ser l'home que va donar nom a l'Everest, prenent el nom del seu predecessor en el càrrec de Topògraf General de l'Índia: Sir George Everest.

## Carrera
Waugh va començar a treballar al "Gran Projecte de Topografia Trigonomètrica" de l'Índia, com a Oficial, el 1832, dos anys després que Everest fos nomenat Topògraf General de l'Índia. Quan Everest es va retirar el 1843, Waugh el va reemplaçar com a Topògraf General i va continuar la seva feina a l'Himàlaia.
La gran altitud de la regió, a més de la seva climatologia impredictible, va fer que abans de 1847 hi hagués pocs estudis i poca gent n'hagués vist les muntanyes. Van ser necessaris mesos de càlculs perquè l'equip de treball calculés, analitzés i extrapolés la informació emprant la trigonometria. El 1852 el cap d'equip Radhanath Sikdar va anunciar a Waugh que el pic anomenat XV era el punt més alt de la regió i probablement del món. En cap dels punts d'observació no s'havia arribat a aquesta conclusió, cosa comprensible tenint en compte que els sis punts d'observació utilitzats estaven a un mínim de 160km de distància.
Protegint-se d'un possible error, Waugh no va publicar aquest resultat fins al 1856, quan va proposar que el pic rebés el nom Everest en honor del seu predecessor. Aquest fet va ser controvertit, ja que habitualment sempre s'havien emprat noms locals, una pràctica que Waugh va continuar, però que en aquest cas no va complir, ja que declarà no haver-ne trobat cap Waugh no coneixia el nom tibetà Chomolungma ("Deessa mare del món"). Irònicament, el mateix Everest va mostrar el seu desacord, però el nom "Muntanya Everest" va ser adoptat oficialment uns anys més tard.
La identificació de la muntanya va ser celebrada per la comunitat científica de l'època. El 1857, la Royal Geographical Society de Londres li atorgà la medalla oficial i l'any següent va ser nomenat membre de la Societat. El 1861 va aconseguir el rang de Major General (grau immediatament inferior a Tinent General utilitzat en alguns països).
Waugh va morir el 1878, i està enterrat al Cementiri de Brompton.